# Носово-1
Носово-1 — деревня в Луховицком районе Московской области, принадлежит к Газопроводскому сельскому поселению. Деревня также относится и к более мелкому административному образованию — Носовскому сельскому округу.
Деревня находится практически на границе с Рязанской областью. Ближайший населённый пункт — деревня Марьина Гора, расположенная в полутора километрах от Носово-1.
В Носово-1 по данным 2006 года проживает 44 человека. В деревне есть магазин, планом предусмотрена доставка товаров в Носово-1 с периодичностью 8 раз в месяц.

## Расположение
- Расстояние от административного центра поселения — посёлка Газопроводск
  - 10 км на юго-восток от центра посёлка
  - 13,5 км по дороге от границы посёлка
- Расстояние от административного центра района — города Луховицы
  - 29 км на юго-восток от центра города
  - 28 км по дороге от границы города

## Улицы
В деревне существуют (или существовали ранее) следующие улицы:
- Центральная улица
- Школьная улица

## Известные уроженцы
Фатин, Валентин Васильевич (1921—1944) — участник Великой Отечественной войны, Герой Советского Союза.

## Предприятия
В Носово-1 работает несколько малых предприятий, которые занимаются производством сельскохозяйственной продукции:
- ООО «Агроимпэкс» занимается выращиванием зерновых и зернобобовых культур, столовых корнеплодов и клубнеплодов в том числе и картофеля[2].
- АООТ «Мента» производит продукцию животноводства: молоко, мясо крупного рогатого скота и продукцию растениеводства: зерновые, зернобобовые культуры и овощи, выращенные летом в открытом грунте[3][4]. Также предприятие может предложить живых животных — коров, быков и молодняк.
- Садоводческое товарищество «Пилис», которое занимается овощеводством.

## Проблемы
Малые очистные сооружения в деревне Носово-1 в настоящее время не работают, сброс сточных вод происходит в водоёмы и на рельеф местности.

## Интересные факты
В Луховицком районе Московской области 2 деревни с названием Носово: Носово-1 и Носово-2, которые находятся на расстоянии 2 км. Разделяет их
деревня Марьина Гора.